# Jan Wyleżyński
Jan Wyleżyński herbu Trzaska – pisarz grodzki wieluński.

## Życiorys
Poseł na sejm 1627 roku. Poseł na sejm zwyczajny 1635 roku, sejm 1637 roku, deputat z sejmu na Trybunał Skarbowy Radomski. 
Deputat ziemi wieluńskiej na Trybunał Główny Koronny w 1646/1647 roku. Był elektorem Jana II Kazimierza Wazy z województwa sieradzkiego.